# Seongbuk-dong, Jinju
Seongbuk-dong (koreanska: 성북동) är en stadsdel i staden Jinju i provinsen Södra Gyeongsang i den södra delen av Sydkorea, 280 km söder om huvudstaden Seoul.